# 切萨雷·布拉利-福尔蒂
切萨雷·布拉利-福尔蒂（1861年8月13日—1931年1月21日）是一位意大利数学家，知名于提出了康托尔集合论中的布拉利-福尔蒂悖论。